# Beaumont Chase
Beaumont Chase – civil parish w Anglii, w hrabstwie Rutland. Leży 10 km na południe od miasta Oakham i 128 km na północ od Londynu. W 2001 miejscowość liczyła 0 mieszkańców.